# Les histoires d'amour finissent mal... en général
Les Histoires d'amour finissent mal… en général és una pel·lícula francesa dirigida per Anne Fontaine, estrenada el 28 d'abril de 1993.

## Argument
Zina és una jove acomodadora de teatre, que dubta entre dos amors, Slim, taxista que aspira a ser advocat, i Frédéric, cap de cartell de l'establiment de teatre.

## Repartiment
- Nora : Zina
- Sami Bouajila : Slim Touati
- Alain Fromager : Frederic Lombard
- Jean-Claude Dreyfus : Dennard
- Éric Métayer : Philippe, un veí
- Fatiha Cheriguene : La mare de Slim
- Marie-France Santon : La banquera
- Jean-Chrétien Sibertin-Blanc : El músic que va a Marsella

## Producció
- Els productors Philippe Carcassonne i Hugues Desmichelle fan una petita aparició. El primer, com a actor de novel·la fotogràfica, i el segon, com a assistent de casament.

## Distincions
Aquest primer llargmetratge d'Anne Fontaine va ser seleccionat per a la Setmana de la Crítica del 46è Festival Internacional de Cinema de Canes, i també va rebre el Premi Jean-Vigo aquell any. També va participar en la XIV edició de la Mostra de València on va guanyar la Palmera de bronze.